# Carapelle (folyó)
A Carapelle egy olaszországi folyó. Az Avellino megyei Vallata település mellett ered a Monte La Forma (864 m) lejtőin. Két hegyipatak (Calaggio és San Gennaro) összefolyásával keletkezik. Átszeli a Tavoliere delle Puglie síkságot, majd Zapponeta mellett a Manfredóniai-öbölbe torkollik. Mellékfolyói a Carapellotto, Marana La Pidocchiosa és a Pozzo Pascuccio.